# J・F・ロートン
J・F・ロートン（J. F. Lawton、1960年8月11日 - ）は、アメリカ合衆国の脚本家。

## 作品
- ＤＯＡ／デッド・オア・アライブ
- Ｖ.Ｉ.Ｐ.
- チェーン・リアクション
- ハンテッド
- ブランクマン・フォーエヴァー
- 沈黙の戦艦
- ミストレス
- プリティ・ウーマン
- ジャングル・ウーマン／それ行け男喰い族